# Roland Hunt
Roland Charles Colin Hunt (19 mars 1916-24 mars 1999) est un diplomate britannique.

## Biographie
Fils de Colin Bertram Hunt (1881–1967), de l'Inspection des Écoles et de son épouse Dorothea Mary Charles ,, Hunt fait ses études à The Dragon School Rugby School et The Queen's College, Oxford . Il est haut-commissaire du Royaume-Uni en Ouganda de 1965 à 1967 et haut-commissaire du Royaume-Uni à Trinité-et-Tobago de 1970 à 1973 .
Il épouse Pauline Garnett, fille de James Clerk Maxwell Garnett. Ils ont cinq enfants; trois fils et deux filles. Leur fils aîné est Julian Hunt, baron Hunt de Chesterton . Il est le grand-père de l'historien et homme politique Tristram Hunt.
La famille Hunt comprend des orfèvres aux XVIIIe siècle et XIXe siècle, John Samuel Hunt (1785-1865) et son oncle par mariage, Paul Storr ,.